# Tolnay Ákos

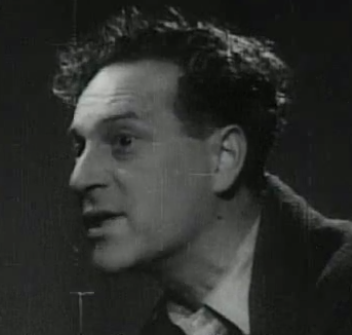
Tolnay Ákos (1945).

Tolnay Ákos (Szeged, 1903 – Róma, 1981. február 7.) író, újságíró.

## Élete
Elsősorban újságíróként és forgatókönyvíróként dolgozott előbb Franciaországban, majd Spanyolországban és Olaszországban.
A második világháború Rómában érte, ahol csatlakozott az olasz ellenálláshoz. Ezért a háború alatt le is tartóztatták.
A háború után Roberto Rossellini Róma, nyílt város című Cannes-i díjnyertes filmjében színészként is szerepelt az osztrák katonaszökevény szerepében, illetve feltételezhető, hogy kezdetben forgatókönyvíróként kis részt vett a munkában, azonban a forgatás alatt megromlott a kapcsolata a rendezővel.
Olaszországban, Rómában halt meg 78 éves korában, 1981. február 7-én.

## Külső hivatkozások
- 0866183 az IMDb-n